# 格雷恩頓 (內布拉斯加州)
格雷恩頓（英語：Grainton）是位於美國內布拉斯加州珀金斯縣的非建制地區。

## 歷史
格雷恩頓的郵局於1918年設立，其後於1981年停運。

## 地理
格雷恩頓所處的海拔為高於海平面1005米（即3297英呎），而該地所採用的時區為UTC-7，即北美山地时区（MST）。同時該地設有夏令時間，為UTC-7調快一小時，即UTC-6（MDT）。